# Extended Versions (álbum de Asia)
Extended Versions es un álbum en vivo de la banda británica de rock progresivo Asia y fue publicado en 2007.  Fue lanzado en 2008 bajo el nombre de Scandinavia por Devgel Records y Voiceprint Records.
Este álbum en directo fue grabado durante una presentación que efectuó la banda el 8 de diciembre de 2005, en la ciudad de Helsinki, Finlandia..  Este concierto fue el último en el que participaron John Payne y Geoff Downes juntos, ya que estos se separaron a principios de 2006.  Después de esto, Downes se reunió de nuevo con los miembros originales y fundadores de Asia (John Wetton, Carl Palmer y Steve Howe).

## Lista de canciones
| Side one |                          |                                                       |          |  |
| N.º      | Título                   | Escritor(es)                                          | Duración |  |
| 1.       | «Time Again»             | Geoff Downes / John Wetton / Carl Palmer / Steve Howe | 5:17     |  |
| 2.       | «Only Time Will Tell»    | Downes / Wetton                                       | 6:03     |  |
| 3.       | «Wildest Dreams»         | Downes / Wetton                                       | 5:18     |  |
| 4.       | «Here Comes the Feeling» | Wetton / Howe                                         | 6:12     |  |
| 5.       | «Silent Nation»          | Downes / John Payne                                   | 5:46     |  |
| 6.       | «Long Way from Home»     | Downes / Payne                                        | 6:40     |  |
| 7.       | «Cutting It Fine»        | Downes / Wetton / Howe                                | 4:51     |  |
| 8.       | «What About Love?»       | Downes / Payne                                        | 6:15     |  |
| 9.       | «Sole Survivor»          | Downes / Wetton                                       | 6:36     |  |
| 10.      | «Heat of the Moment»     | Downes / Wetton                                       | 6:08     |  |

## Formación
- John Payne — voz principal, bajo y guitarra
- Geoff Downes — teclados y coros
- Guthrie Govan — guitarra y coros
- Jay Schellen — batería y coros